# Ciara Baxendale
Ciara Baxendale (* 19. Juli 1995 in Helmshore) ist eine britische Schauspielerin.

## Leben und Karriere
Baxendale wurde am 19. Juli 1995 in 
Helmshore geboren. Sie absolvierte einen einjährigen Grundlagenkurs an der Royal Academy of Dramatic Art und ist Mitglied der National Youth Film Academy.
Ihr Debüt gab sie 2011 in einer Folge in Little Crackers. Von 2013 bis 2015 war sie in der Serie My Mad Fat Diary zu sehen. Unter anderem spielte sie 2014 in Harriet’s Army mit. Zwischen 2021 und 2022 wurde Baxendale für die Serie Trying gecastet. Umtet anderem bekam sie 2025 in dem Film Inheritance eine Hauptrolle.
2024 erlitt ihre jüngere Schwester Orla einen anaphylaktischen Schock nach dem Verzehr falsch gekennzeichneter Kekse und verstarb.

## Filmografie
Filme
- 2011: Barbra
- 2011: Élan Vital
- 2012: Spike Island
- 2016: Silly Girl
- 2025: Inheritance

Serien
- 2011: Little Crackers
- 2013–2015: My Mad Fat Diary
- 2014: The Driver
- 2014: Harriet's Army
- 2015: Inspector Banks (DCI Banks)
- 2019: Four Weddings and a Funeral
- 2021–2022: Trying